# 1884년 공황

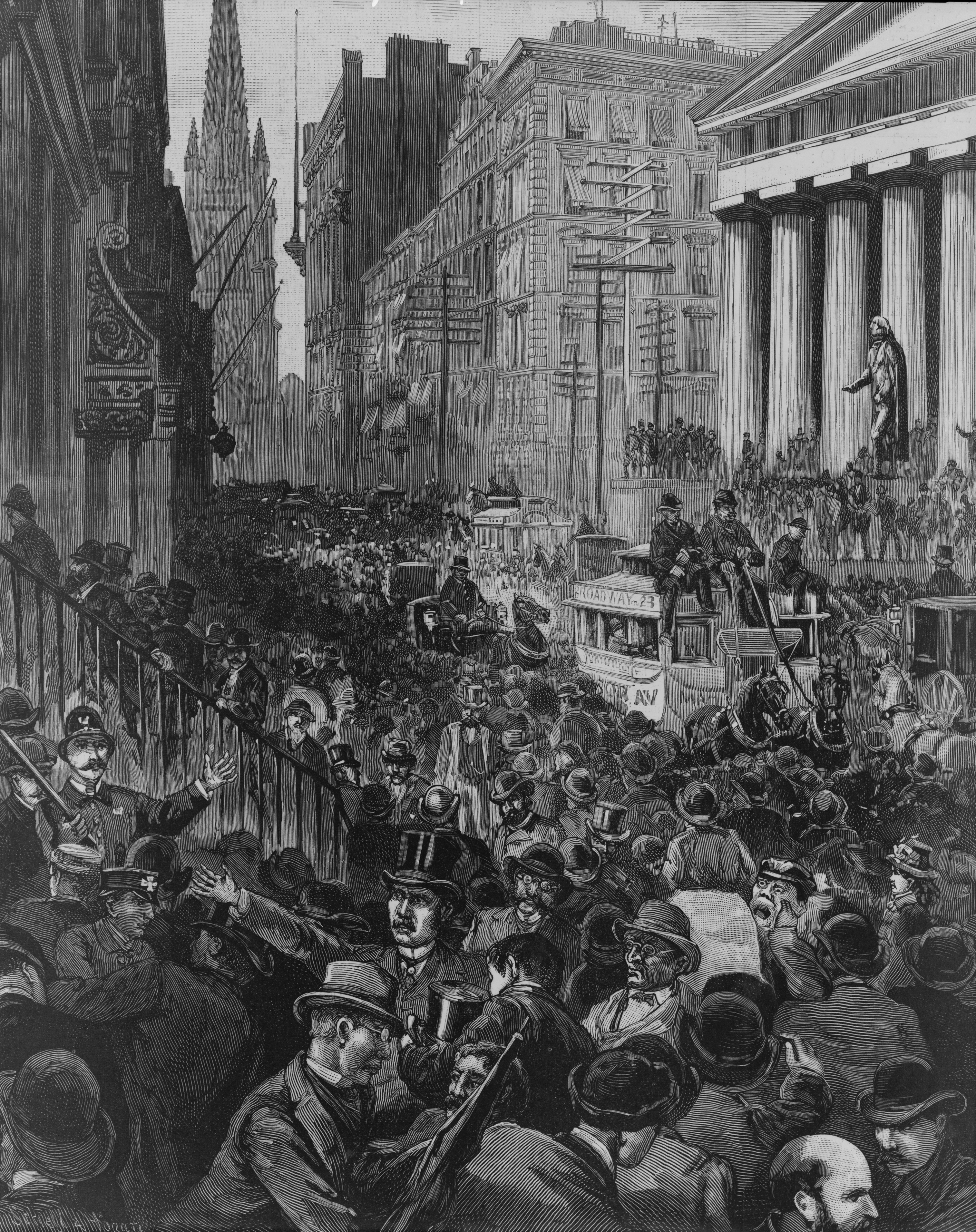
1884년 5월 14일 아침, 월 스트리트의 장면의 묘사한 하퍼스 위클리 신문 그림.

1884년 공황(Panic of 1884)은 1882-1885년 불황 동안 일어난 공황이다. 불황기 막바지에 일어난 흔치 않은 대공황 사건 중 하나이다.
이 공황으로 인해 유럽의 금보유고가 고갈되었고 뉴욕 국립 은행은 미국 재무부의 묵인 아래 미국의 미제공채의 나머지 투자를 정지했다. 뉴욕어음교환소가 파산 리스크를 떠안고 은행을 구제하면서 더 큰 위기는 피하게 되었다. 그럼에도 불구하고, 그랜드 & 워드 투자회사, 뉴욕 해양 은행, 피츠버그 팬 은행 등을 포함한 10,000여 개의 중소기업이 파산했다.

## 원인
이 공황의 직접적인 원인은 그랜드 & 워드 투자회사, 뉴욕 해양 은행의 파산이었다. 이 두 회사는 서로 긴밀하게 연관되어 있었으며 제임스 D. 피쉬가 두 회사 모두를 가지고 있었다. 이 두개의 대기업이 붕괴하면서 충격이 월스트리트 전체로 퍼졌고 많은 기업에 공황이 닥쳤다. 이 공황의 다른 원인으로는 투기 채권과 같은 금융가의 수많은 관행과 신용거래 확대, 대규모 인프라 투자로 인해 촉발된 1873년 공황이 있다. 또한, 이 대폭락으로 인해 1873년 공황 이후 금융에 대한 신뢰가 무너졌던 사람들에게 공포로 닥쳐왔고 제임스 J. 에노가 3백만 달러 이상을 횡령하여 캐나다로 도피하는 등 공황이 일어났다. 은행들이 이 손해를 본 돈에 대해 보상을 해주고 붕괴를 막기는 했으나 월스트리트 사이에서는 불안감이 남아있었다. 결과적으로 이 공황은 뉴욕에만 국한되었으나 1873년부터 시작된 대불황의 대표적인 사건 중 하나로 꼽힌다.

## 같이 보기
- 대불황 (1873년)

## 참고 문헌
- Fels, Rendigs (1952). “The American Business Cycle of 1879-85”. 《Journal of Political Economy》 60 (1): 60–75. doi:10.1086/257151.
- Sobel, Robert (1968). 《Panic on Wall Street: A History of America's Financial Disasters》. New York: Macmillan. Chapter 6. ISBN 1-893122-46-8.
- Sangkyun, Park (2012). 《Contagion of Bank Failures》. New York, New York: Routledge. ISBN 978-0415751698.
- Kane, Thomas (1981). 《The Romance & Tragedy of Banking: Problems & Incidents of Government Supervision of National Banks》. Anro Communications. ISBN 978-0405136597.